# Biozid
Ein Biozid (abgeleitet von altgriechisch βίος bios, deutsch ‚Leben‘ und lateinisch caedere ‚töten‘) ist eine im nicht-agrarischen Bereich eingesetzte Chemikalie oder ein Mikroorganismus zur Bekämpfung von Schädlingen (wie Ratten, Insekten, Pilze, Mikroben), also beispielsweise Desinfektionsmittel, Rattengift oder Holzschutzmittel. Teilweise werden die Wirkstoffe in Bioziden auch als Wirkstoffe in Pflanzenschutzmitteln (PSM) verwendet. Der Unterschied ist, dass Biozide dafür gedacht sind, die Gesundheit und die Produkte des Menschen zu schützen, während Pflanzenschutzmittel Pflanzen (auch geerntete) schützen sollen. Damit sind auch Art und Ort der Verwendung unterschiedlich (am Menschen bzw. in seinem Haus – auf dem Feld bzw. im Gewächshaus und Lager).

## Definition
Biozidprodukte unterliegen in der Europäischen Union der Verordnung (EU) Nr. 528/2012 (Biozid-Verordnung). Diese definiert in Artikel 3 Absatz 1 a) Biozidprodukte als:

„jeglichen Stoff oder jegliches Gemisch in der Form, in der er/es zum Verwender gelangt, und der/das aus einem oder mehreren Wirkstoffen besteht, diese enthält oder erzeugt, der/das dazu bestimmt ist, auf andere Art als durch bloße physikalische oder mechanische Einwirkung Schadorganismen zu zerstören, abzuschrecken, unschädlich zu machen, ihre Wirkung zu verhindern oder sie in anderer Weise zu bekämpfen“

und

„jeglichen Stoff oder jegliches Gemisch, der/das aus Stoffen oder Gemischen erzeugt wird, die selbst nicht unter den ersten Gedankenstrich fallen und der/das dazu bestimmt ist, auf andere Art als durch bloße physikalische oder mechanische Einwirkung Schadorganismen zu zerstören, abzuschrecken, unschädlich zu machen, ihre Wirkung zu verhindern oder sie in anderer Weise zu bekämpfen.“

Produkte, die beim Anbau von Pflanzen verwendet werden, werden nicht als Biozide, sondern als Pflanzenschutzmittel bezeichnet. Biozide werden auch „nichtlandwirtschaftliche Pestizide“ genannt.

### Beispiele für Anwendungen
In der Klimatechnik werden Biozide gegen Mikroorganismen dem Wasserkreislauf zugesetzt. Damit wird eine Verkeimung des Rückkühlwerks verhindert. Farben für Fassaden- und Schiffsanstriche enthalten sogenannte Antifoulings, um Schädlingsbefall der gestrichenen Flächen zu verhindern. Holzschutzmittel enthalten häufig sowohl Insektizide als auch Fungizide. Textilien werden u. a. mit Mikrobiziden ausgerüstet. Durch Zugabe von so genannten Topfkonservierungsmitteln (englisch in-can preservatives) wird verhindert, dass sich flüssige Wasch- und Reinigungsmittel sowie Farben und Lacke mikrobiell zersetzen. Eine wichtige Substanzgruppe bei den Topfkonservierungsmitteln sind die Isothiazolinone.

## Einteilung nach Produktarten
Die EU-Verordnung Nr. 528/2012 über das Inverkehrbringen von Biozid-Produkten bzw. die schweizerische Biozidprodukteverordnung definieren vier Hauptgruppen: Desinfektionsmittel, Materialschutzmittel, Schädlingsbekämpfungsmittel sowie eine kleine Gruppe 'Sonstige' (Antifoulingmittel, Leichen- / Tierkörperpräparationsmittel). Die vier Hauptgruppen sind in 22 Biozid-Produktarten (bzw. -typen, PT) unterteilt (Die Biozid-Richtlinie 98/8/EG kannte 23 PT, aber PT 20, „Schutzmittel für Lebens- und Futtermittel“, wurde gestrichen, und die vorherige PT 23 wird neu als Produktart 20 geführt).
| Gruppe        | Definition aus Verordnung                                                                                                |
| ------------- | --- |
| Hauptgruppe 1 | Desinfektionsmittel und allgemeine Biozid-Produkte                                                                       |
| Produktart 1  | Biozid-Produkte für die menschliche Hygiene                                                                              |
| Produktart 2  | Desinfektionsmittel für den Privatbereich und den Bereich des öffentlichen Gesundheitswesen sowie andere Biozid-Produkte |
| Produktart 3  | Biozid-Produkte für die Hygiene im Veterinärbereich                                                                      |
| Produktart 4  | Desinfektionsmittel für den Lebens- und Futtermittelbereich                                                              |
| Produktart 5  | Trinkwasserdesinfektionsmittel                                                                                           |
| Hauptgruppe 2 | Schutzmittel |
| Produktart 6  | Topf-Konservierungsmittel                                                                                                |
| Produktart 7  | Beschichtungsschutzmittel                                                                                                |
| Produktart 8  | Holzschutzmittel |
| Produktart 9  | Schutzmittel für Fasern, Leder, Gummi und polymerisierte Materialien                                                     |
| Produktart 10 | Schutzmittel für Mauerwerk                                                                                               |
| Produktart 11 | Schutzmittel für Flüssigkeiten in Kühl- und Verfahrenssystemen                                                           |
| Produktart 12 | Schleimbekämpfungsmittel                                                                                                 |
| Produktart 13 | Schutzmittel für Metallbearbeitungsflüssigkeiten                                                                         |
| Hauptgruppe 3 | Schädlingsbekämpfungsmittel                                                                                              |
| Produktart 14 | Rodentizide |
| Produktart 15 | Avizide |
| Produktart 16 | Molluskizide |
| Produktart 17 | Fischbekämpfungsmittel                                                                                                   |
| Produktart 18 | Insektizide, Akarizide und Produkte gegen andere Arthropoden                                                             |
| Produktart 19 | Repellentien und Lockmittel                                                                                              |
| Produktart 20 | Produkte gegen sonstige Wirbeltiere                                                                                      |
| Hauptgruppe 4 | Sonstige Biozid-Produkte                                                                                                 |
| Produktart 21 | Antifouling-Produkte |
| Produktart 22 | Flüssigkeiten zur Einbalsamierung und Taxidermie                                                                         |

## Einteilung nach Zielorganismen
- Akarizide gegen Milben
- Algizide gegen Algen
- Avizide gegen Vögel
- Bakterizide gegen Bakterien
- Fungizide gegen Pilze
- Herbizide gegen Unkraut
- Insektizide gegen Insekten
- Mikrobizide Ausrüstung gegen Keime
- Molluskizide gegen Schnecken
- Nematizide gegen Fadenwürmer (Nematoden)
- Piscizide gegen Fische
- Rodentizide gegen Nagetiere
- Viruzide gegen Viren

## Zulassung
Seit Erlass der EU-Biozid-Richtlinie 1998 müssen Biozidprodukte zugelassen werden. Das Verfahren ist zweistufig:
1. Wirkstoff-Genehmigung: jeder Wirkstoffe, für den ein Hersteller dies beantragt und unterstützt, wird in einem gemeinsamen Verfahren aller EU-Mitgliedstaaten (MS) geprüft – für jede Produktart (PT) einzeln – und die „Unionsliste“ der Wirkstoffe erstellt.[8]
2. Produkt-Zulassung: Biozidprodukte mit diesen Wirkstoffen müssen dann das nationale Zulassungsverfahren durchlaufen und z. B. ihre Wirksamkeit, Reinheit und die Kontrollierbarkeit ihrer Nebenwirkungen nachweisen.[9] Nachdem ein Land (MS) ein Produkt zugelassen hat, müssen die anderen Länder, in denen der Hersteller einen Antrag stellt, diese Erstzulassung „anerkennen“ (übernehmen). Im Zuge der Einführung der EU-Verordnung Nr. 528/2012 ist es erstmals möglich, für gewisse Produktarten Unionszulassungen zu beantragen, d. h., die Zulassung gilt dann im gesamten EWR sowie in der Schweiz.[10]

Abgeschlossen werden soll das Wirkstoffverfahren 2024, so dass sich noch viele, für die Verwendung (PT) noch nicht genehmigte Wirkstoffe auf dem Markt befinden dürfen. Für diese „Altwirkstoffe“ gelten Übergangsregeln.
In Deutschland wird die Risikobewertung für Biozide durch das Bundesinstitut für Risikobewertung (BfR) durchgeführt, welche von Gesetzen gefordert wird.

## Wirkungsweise
Biozide lassen sich in elektrophile, lytische und oxidierende Wirkstoffe einteilen. Elektrophile Biozide wie Glutaraldehyd, Isothiazolinone, Oxazolidine, Bronopol und DBNPA reagieren mit nukleophilen funktionellen Gruppen wie -SH (Thiol) und -NH (Amin). Dadurch werden z. B. die Amino- und Nukleinsäuren vernetzt, wodurch das Cytoplasma verklumpt. Lytische Biozide wie Quartäre Ammoniumverbindungen und Phosphonium-Verbindungen stellen amphiphile Tenside dar und lösen die Zellmembran auf. Auch Ethanol und Aldehyde wirken gegen die Zellmembran. Oxidierende wie Chlordioxid, Natriumhypochlorit oder Peroxyessigsäure zerstören die Zelle durch Bildung freier Radikale.

## Synergieeffekte
Weil fast alle Biozide Wirkungslücken gegen bestimmte Organismen aufweisen, werden häufig Wirkstoffe aus zwei verschiedenen Klassen kombiniert. Einige Kombinationen sind jedoch chemisch unverträglich: Oxidierende Biozide lassen sich nicht mit reduzierenden, wie Carbamaten oder Thionen, kombinieren.

## Minimale Hemmkonzentrationen (MIC) wichtiger Biozide
Angaben in ppm
| Kurzform des Biozids | Biozid                     | Alternaria alternata | Schwarzer Gießkannenschimmel (Aspergillus niger) | Trichoderma viride | Aureobasidium pullulans | Chaetomium globosum | Cladosporium cladosporioides | Sclerophoma pityophila | Penicillium glaucum | Pseudomonas aeruginosa | Staphylococcus aureus |
| -------------------- | -------------------------- | -------------------- | ------------------------------------------------ | ------------------ | ----------------------- | ------------------- | ---------------------------- | ---------------------- | ------------------- | ---------------------- | --------------------- |
| OBPA                 | 10,10′-Oxybisphenoxoarsin  | 10                   | 10                                               | 10                 | 10                      | 10                  | 10                           | 10                     | 10                  | 10                     | 10                    |
| OIT                  | Octylisothiazolinon        | 1,5                  | 5                                                | –                  | 0,5                     | 10                  | –                            | –                      | 2,5                 | 500                    | 10                    |
| DCOIT                | Dichloroctylisothiazolinon | 10                   | 5                                                | 100                | 50                      | 5                   | 5                            | 100                    | 15                  | 13                     | 5                     |
| BBIT                 | Butylbenzisothiazolinon    | 2                    | 31                                               | 32                 | 4                       | 0,5                 | 0,5                          | –                      | 5                   | 500                    | 2                     |
| IPBC                 | Iodocarb                   | 2                    | 2                                                | 100                | 1                       | 5                   | 2                            | 1                      | 1                   | –                      | 200                   |
|                      | Zink-Pyrithion             | 7,5                  | 100                                              | 50                 | 15                      | 20                  | 5                            | 5                      | 50                  | 400                    | <10                   |
|                      | Triclosan                  | –                    | –                                                | –                  | –                       | –                   | –                            | –                      | –                   | >100                   | 0,01                  |
|                      | Silber-Ionen               | –                    | 0,003                                            | –                  | –                       | –                   | –                            | –                      | –                   | 0,008                  | 0,008                 |
|                      | Silber                     | –                    | 500                                              | –                  | –                       | 500                 | –                            | –                      | 500                 | 62,5                   | 350                   |

## Mengen
In der Schweiz wurden für 2011 folgende Verbrauchsmengen an bioziden Wirkstoffen ermittelt:
- Produktart 3 (inkl. Reinigung und Desinfektion von Melkanlagen = PA 4) (900–1000 t/a): ~386 t/a Natriumhypochlorit, ~154 t/a Sulfamidsäure, ~129 t/a Phosphorsäure, 30–168 t/a Formaldehyd, ~39 t/a Natriumdichlorisocyanurat, ~26 t/a quartäre Ammoniumverbindungen, ~3 t/a Polyhexamethylenbiguanid, ~1 t/a Chlorkresol, wenige kg Biphenyl-2-ol
- Produktart 7 (10–30 t/a): 5–10 t/a Diuron; je 1–5 t/a Terbutryn, Octylisothiazolinon, Zinkpyrithion, Carbendazim; je < 1 t/a Iodocarb, Dichloroctylisothiazolinon und Isoproturon; kein Einsatz mehr: Irgarol
- Produktart 8 (4.8–48 t/a): Iodocarb, Propiconazol, Tebuconazol, Borsäure, Dichlofluanid, Kupferoxid, Permethrin, Fenoxycarb, Fenpropimorph, K-HDO, Thiacloprid, Thiamethoxam, Cyproconazol
- Produktart 10 (< 2 t/a): je < 1 t/a quartäre Ammoniumverbindungen und Octylisothiazolinon
- Produktart 21 (9.5–15 t/a): 6–8 t/a Kupfer/Kupferoxid; je 1–2 t/a Kupferthiocyanat, Dichlofluanid, Tolylfluanid; < 1 t/a Zinkpyrithion; kein Einsatz mehr: Irgarol

## Biozide und Tierschutz
Der Einsatz von Bioziden steht per Definition in einem Spannungsverhältnis zu den Forderungen des Tierschutzes. Dieses lässt sich auflösen, indem nach Wegen gesucht wird, Schadorganismen fernzuhalten statt zu vernichten. Ein weiterer, noch junger Ansatz sind ökoneutrale Biozide, bei welchen der Hersteller für den Eingriff in eine Tierpopulation einen Ausgleich schafft.